# 8e corps de la Grande Armée
Le 8e corps de la Grande Armée est une formation militaire française du Premier Empire. Créé en 1805 par l'amalgame de plusieurs divisions issues des autres corps, il est placé sous les ordres du maréchal Édouard Mortier. Après que l'armée d'Italie du maréchal André Masséna soit devenue le nouveau 8e corps à la fin de la campagne de 1805, ce dernier est reformé en vue de la campagne de 1806, avec Mortier à sa tête, et passe le reste de l'année à neutraliser les garnisons prussiennes dans l'ouest de l'Allemagne.
En 1812, un 8e corps formé de soldats westphaliens est organisé dans le cadre de la campagne de Russie, sous le commandement du général Jean-Andoche Junot. Anéanti au cours de la retraite française, il est rebâti l'année suivante avec des unités polonaises et confié au prince Joseph-Antoine Poniatowski. Engagé durant la campagne d'Allemagne de 1813, le 8e corps disparaît définitivement à l'issue de la bataille de Leipzig.

## Historique

### 1805
Le corps est créé pour la première fois pendant la guerre de la troisième coalition en 1805. Après avoir infligé une lourde défaite aux Autrichiens à Ulm, Napoléon ordonne à ses subordonnés de progresser en direction de Vienne, la capitale de l'Autriche. Simultanément, l'empereur français met sur pied un nouveau corps d'armée, le 8e, qu'il place sous le commandement du maréchal Édouard Mortier et dote de quatre divisions. La tâche de Mortier consiste à opérer sur la rive nord du Danube afin de couvrir le flanc gauche des forces françaises. Les divisions affectées au 8e corps sont commandées par les généraux Jean-Baptiste Dumonceau (en provenance du 2e corps), Honoré Théodore Maxime Gazan (du 5e corps), Pierre Dupont (du 6e corps) et Dominique-Louis-Antoine Klein (du 1er corps de cavalerie). Le 11 novembre 1805, Mortier et les 5 000 hommes de la division Gazan se heurtent à une armée austro-russe largement supérieure en nombre à la bataille de Dürenstein. Gazan perd 3 000 soldats mais échappe à la destruction grâce à l'arrivée opportune de la division Dupont sur le terrain un peu plus tard dans la journée. Les divisions Klein et Dumonceau ne sont, quant à elles, pas engagées dans cette affaire. Le 8e corps ne participe à la bataille d'Austerlitz, disputée le 2 décembre 1805.
En dépit de la victoire décisive remportée par les Français à Austerlitz, la présence de la puissante armée autrichienne de l'archiduc Charles-Louis d'Autriche-Teschen en Italie constitue pour Napoléon une menace préoccupante. Ce dernier ordonne en conséquence au maréchal André Masséna de réorganiser l'armée d'Italie pour en faire le nouveau 8e corps de la Grande Armée et de se porter vers l'est avec le gros de ses troupes, tout en dépêchant sa cavalerie lourde sur Graz. Alors que le 2e corps du général Auguste Frédéric Viesse de Marmont se concentre dans cette ville, le 6e corps du maréchal Michel Ney fait son entrée à Klagenfurt. Dans le même temps, le 3e corps du maréchal Louis Nicolas Davout et le 4e corps du maréchal Jean-de-Dieu Soult prennent position respectivement à Presbourg et au sud de Vienne afin de barrer la route à l'archiduc Charles. La signature du traité de Presbourg, le 26 décembre 1805, met fin aux hostilités.

### 1806-1807

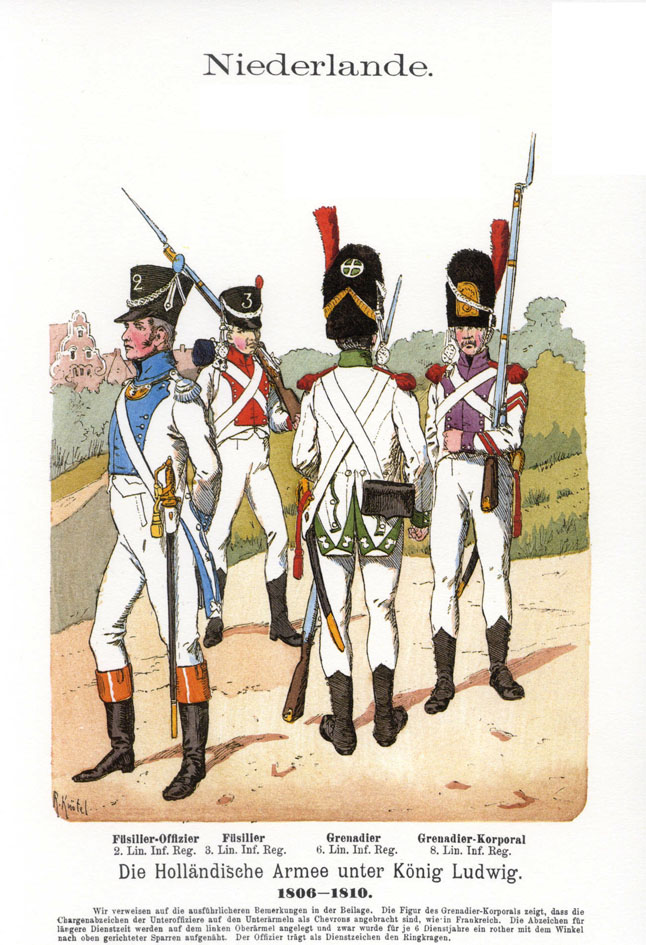
Officier et soldats de l'infanterie du royaume de Hollande, 1806-1810, par Richard Knötel.

Durant la guerre de la Quatrième Coalition, le 8e corps est recréé à Mayence, toujours sous les ordres de Mortier. Conjointement avec les troupes hollandaises du roi Louis Bonaparte, l'unité est chargée de prévenir une poussée vers l'ouest des forces prussiennes contre l'électorat de Hanovre. Le 17 octobre 1806, Napoléon ordonne à Mortier de s'emparer de Fulda tandis que Louis se voit confier la prise de Paderborn et de Münster. Depuis ces localités, les deux commandants doivent ensuite converger sur Cassel, fief de l'électeur Guillaume Ier de Hesse, dont l'Empereur souhaite le renversement. Le 1er novembre, Mortier pénètre dans Cassel par le sud avec les 5 500 hommes de la division du général Louis Henri Loison, répartis en trois régiments d'infanterie légère français. Avec l'arrivée des soldats hollandais de Louis depuis le nord quelques heures plus tard, l'occupation de la ville devient effective sans qu'un seul coup de feu n'ait été tiré. Les Français et leurs alliés débouchent ensuite sous les murs de Hameln le 7 novembre. Prétextant des raisons de santé, Louis abandonne le théâtre des opérations deux jours plus tard.
Désignée pour mener à bien le siège de Hameln, la division Dumonceau, qui n'aligne que 6 000 soldats face aux 10 000 défenseurs prussiens du général Karl Ludwig von Lecoq, s'acquitte de cette mission avec succès. Le 19 novembre, le général Anne Jean Marie René Savary, aide de camp de Napoléon, arrive en personne sur les lieux, porteur d'un texte d'armistice préliminaire en vertu duquel toutes les forteresses prussiennes doivent se rendre aux Français. Bien que ce document n'ait pas encore été officiellement ratifié, Savary n'hésite pas à s'en servir pour hâter la capitulation de Lecoq, laquelle est obtenue le jour même. Après cet événement, la division hollandaise se dirige sur Nienburg dont les 2 911 hommes de la garnison prussienne déposent à leur tour les armes le 26 novembre.
Du 20 mars au 2 juillet 1807, le 8e corps participe à l'infructueux siège de Colberg. Mortier dispose à ce moment de 14 000 hommes et de 41 canons, soit les fusiliers-chasseurs et les fusiliers-grenadiers de la Garde impériale commandés par Savary, les six bataillons d'infanterie et les neuf escadrons de cavalerie de la division française de Loison, le contingent hollandais du général Charles Louis Dieudonné Grandjean — fort de douze bataillons et de deux régiments de hussards —, six bataillons italiens appuyés par de la cavalerie, deux bataillons polonais et sept bataillons allemands. Les pertes du 8e corps lors de ce siège s'élèvent à 5 000 tués, blessés ou morts de maladie. Les défenseurs de Colberg, sur un effectif initial de 6 000 hommes et 230 canons, déplorent pour leur part 3 000 soldats hors de combat. Rappelé sur le théâtre principal des opérations en juin, Mortier joue un rôle particulièrement actif à la bataille de Friedland, le 14 juin, au cours de laquelle ses 8 465 fantassins et ses 1 200 cavaliers sont plongés au cœur des combats. La 1re division (française) est alors commandée par le général Pierre Louis Dupas, la 2e division (polonaise) par le général Jean-Henri Dombrowski et le contingent de cavalerie (hollandais et polonais) par le général Maurice Ignace Fresia.

### 1812-1813

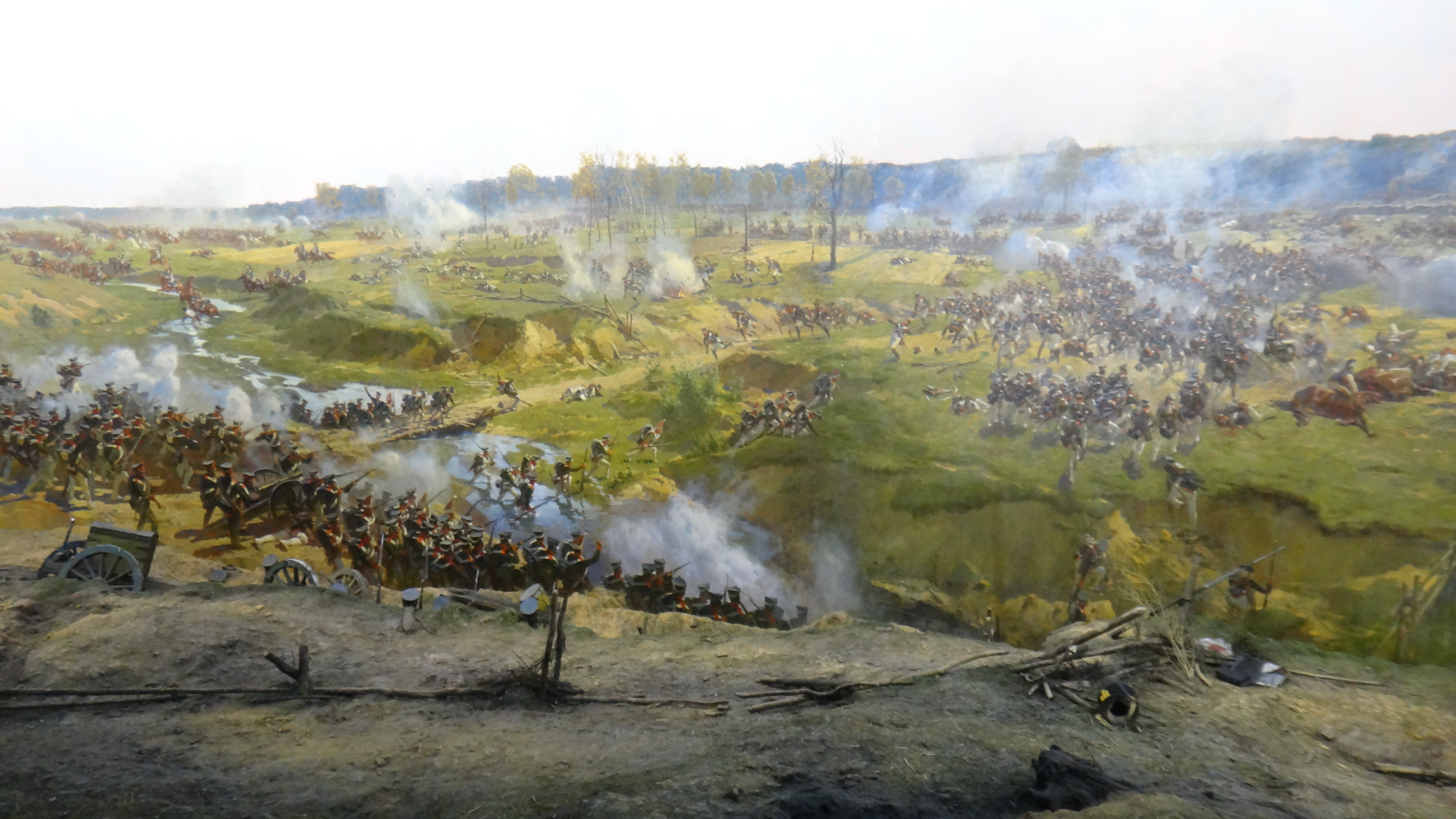
Combat entre les Français et les Russes pour la possession des « flèches » lors de la bataille de la Moskova. Fragment du panorama La bataille de Borodino par Franz Roubaud, 1912, musée du panorama de la bataille de Borodino.

Le corps est reconstitué en vue de la campagne de Russie et son commandement attribué au général Dominique René Vandamme. Avec le 5e corps polonais, le 7e corps saxon et le 4e corps de cavalerie, il fait partie du 3e groupe d'armées de Jérôme Bonaparte et aligne 13 700 soldats westphaliens. Selon l'historien David G. Chandler, l'effectif de l'unité au 24 juin 1812 est de 15 885 fantassins répartis en 18 bataillons et de 2 050 cavaliers organisés en douze escadrons, auxquels s'ajoutent 34 pièces d'artillerie. La 1re division est sous les ordres du général Jean-Victor Tharreau tandis que la 2e division est dirigée par le général von Ochs. Pour pallier l'inexpérience militaire de Jérôme, le général Jean Gabriel Marchand est désigné pour exercer à ses côtés les fonctions de chef d'état-major. Vertement réprimandé par son frère pour sa conduite des opérations, Jérôme abandonne toutefois son poste le 14 juillet pour regagner son royaume. Le commandement du 8e corps est alors transféré au général Jean-Andoche Junot.
À la bataille de Valoutina Gora, le 18 août 1812, le 8e corps reçoit l'ordre de franchir le Dniepr afin de couper la ligne de retraite de l'armée russe vers Moscou. Junot, après avoir beaucoup tardé à passer le fleuve, n'ose toutefois pas s'avancer plus avant, ce qui permet aux Russes de s'échapper. Le 7 septembre a lieu la bataille de la Moskova durant laquelle le corps est initialement placé en réserve avec la Garde impériale et la réserve de cavalerie. À 8 h 30, les hommes de Junot sont envoyés au combat et, dès 10 h, se joignent aux 1er et 3e corps pour mener une attaque en règle contre les flèches russes. L'assaut réussit, mais le général Tharreau figure parmi les très nombreuses victimes de la journée. Dans le courant de l'automne, la Grande Armée quitte Moscou pour entamer sa retraite. Lorsqu'ils arrivent à Smolensk, les 5e et 8e corps réunis ne comptent plus que 1 500 hommes.
En 1813, le 8e corps est rebâti pour devenir, à ce stade, une formation entièrement polonaise, avec à sa tête le prince Joseph-Antoine Poniatowski. Au cours de la bataille de Leipzig, du 16 au 19 octobre 1813, le corps déploie la 26e division d'infanterie du général Ludwik Kamieniecki, la 27e division d'infanterie de Dombrowski, la 27e brigade de cavalerie légère du général Jan Nepomucen Umiński et les 44 canons du colonel Redel. Le maréchal Joachim Murat prend le commandement d'une aile comportant, outre de la cavalerie, les 2e, 5e et 8e corps. Ses ordres sont de retarder l'avance de l'armée de Bohême depuis le sud. Le 16 octobre, la 26e division combat près des villages de Markkleeberg et Dölitz, dans la partie sud du champ de bataille. Pendant ce temps, la division Dombrowski est impliquée dans des affrontements au nord. Alors que Napoléon a amorcé sa retraite le 19 et que l'arrière-garde s'efforce de contenir la poussée des Alliés, un sapeur affolé fait prématurément sauter le pont enjambant l'Elster Blanche. Piégés à l'intérieur de Leipzig et encerclés par leurs ennemis, les 7e, 8e et 9e corps sont faits prisonniers tandis que Poniatowski, blessé, se noie en tentant de passer le fleuve.

## Ordres de bataille

### Dürenstein, 11 novembre 1805

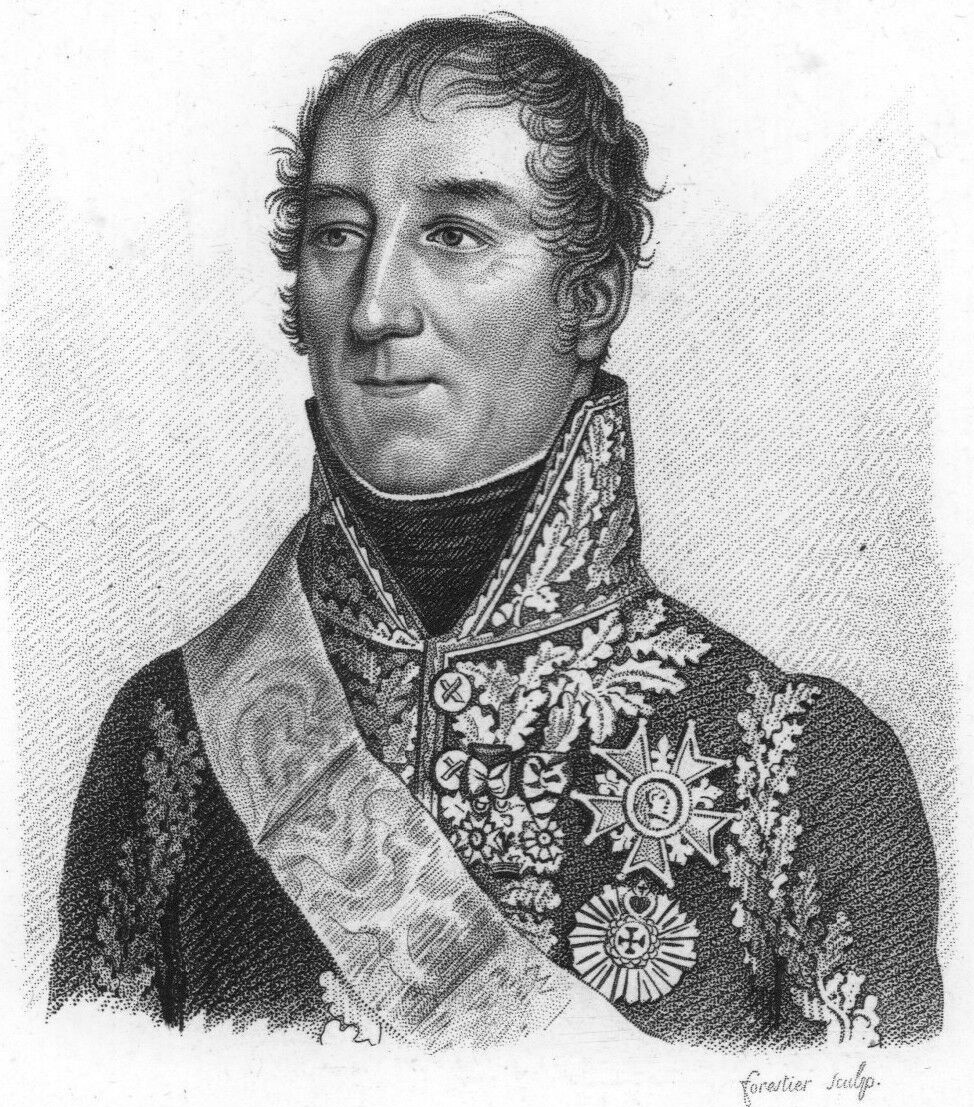
Le maréchal Édouard Mortier.

Commandant en chef : maréchal Édouard Mortier
- 1re division (6e corps) : général de division Pierre Dupont
  - Généraux de brigade : Marie François Rouyer et Jean Gabriel Marchand
    - 9e régiment d'infanterie légère (2 bataillons)
    - 32e régiment d'infanterie de ligne (2 bataillons)
    - 96e régiment d'infanterie de ligne (2 bataillons)
    - 1er régiment de hussards (3 escadrons)
    - Artillerie : 3 canons
- 2e division (5e corps) : général de division Honoré Théodore Maxime Gazan
  - Généraux de brigade : Jean-François Graindorge et François Frédéric Campana
    - 4e régiment d'infanterie légère (3 bataillons)
    - 54e régiment d'infanterie de ligne (3 bataillons)
    - 100e régiment d'infanterie de ligne (3 bataillons)
    - 103e régiment d'infanterie de ligne (3 bataillons)
    - 4e régiment de dragons (3 escadrons)
    - Artillerie : 3 canons
- 3e division (2e corps) : général de division Jean-Baptiste Dumonceau (pas engagée)
- 1re division de dragons (1er corps de cavalerie) : général de division Dominique-Louis-Antoine Klein (pas engagée)[27].

### Hameln, novembre 1806

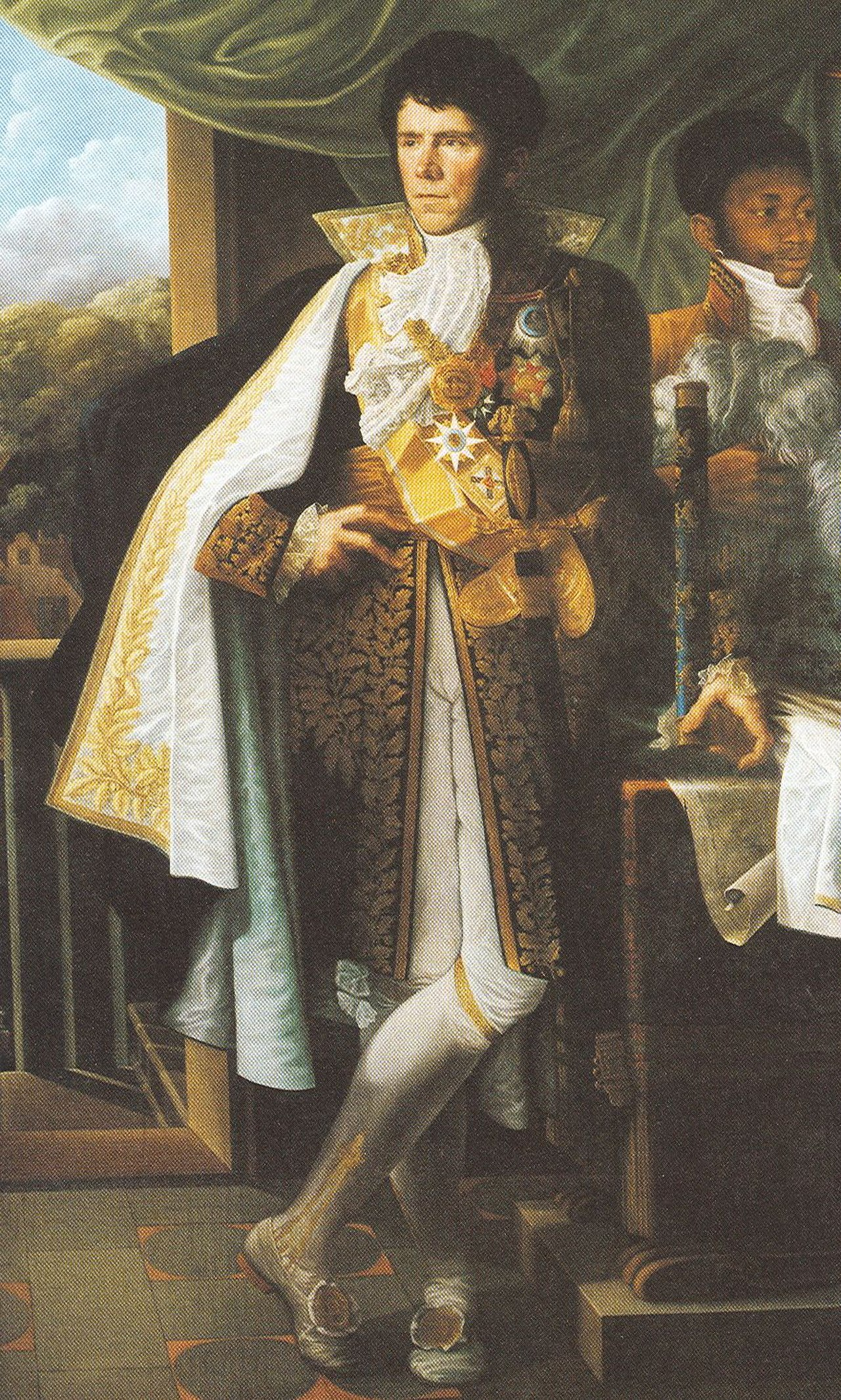
Le général de division Jean-Baptiste Dumonceau, commandant la division hollandaise du 8e corps en 1806. Huile sur toile de Jean-Baptiste Couvelet et Philippe-Auguste Hennequin, 1808, Legermuseum.

Commandant en chef : maréchal Édouard Mortier
- Division d'infanterie : général de division Jean-Baptiste Dumonceau ― 6 000 hommes et 12 canons
  - 1re brigade : général de brigade Crass
    - 1er régiment de chasseurs hollandais (1er bataillon)
    - 2e régiment de chasseurs hollandais (1er bataillon)
    - 3e régiment de chasseurs hollandais (1er bataillon)

  - 2e brigade : général de brigade von Heldring
    - 2e régiment d'infanterie de ligne hollandais (2 bataillons)
    - 3e régiment d'infanterie de ligne hollandais (2 bataillons)
    - 4e régiment d'infanterie de ligne hollandais (1 bataillon)

  - 3e brigade : général de brigade von Hasselt
    - 7e régiment d'infanterie de ligne hollandais (2 bataillons)
    - 8e régiment d'infanterie de ligne hollandais (1 bataillon)

  - 4e brigade : général de brigade Mascheck
    - 3e régiment de hussards hollandais
    - 2 batteries d'artillerie à cheval[9].

### La Moskova, 7 septembre 1812

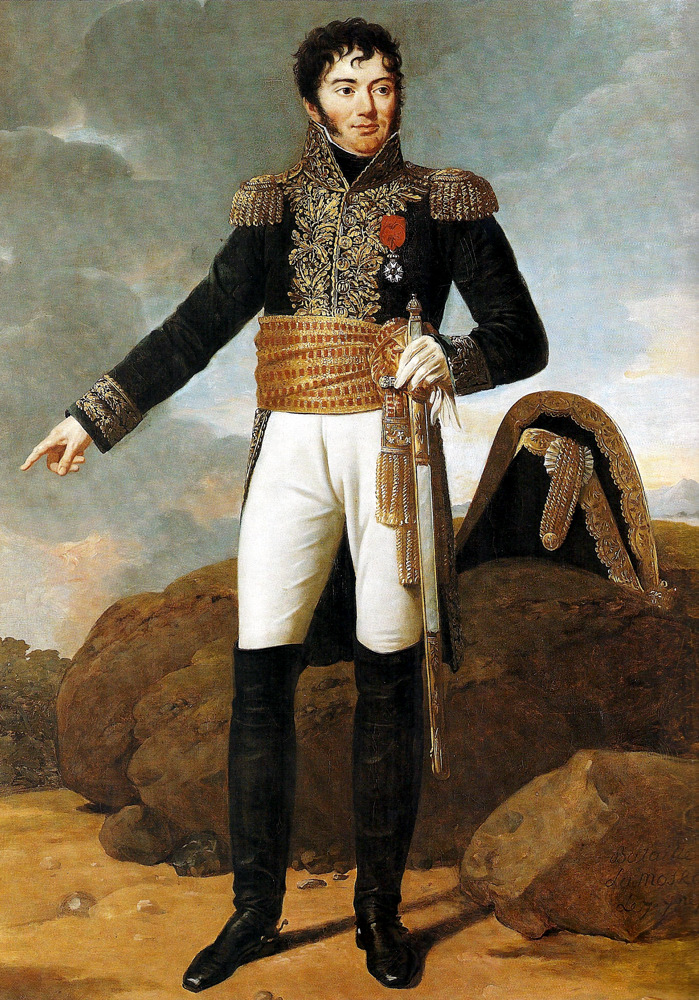
Le général de division Jean-Victor Tharreau, commandant la 23e division du 8e corps en 1812. Huile sur toile de Robert Lefèvre, XIXe siècle, château de Versailles.

Commandant en chef : général de division Jean-Andoche Junot ― 8 900 hommes et 30 canons
- 23e division d'infanterie : général de division Jean-Victor Tharreau
  - 1re brigade : général de brigade François Auguste Damas
    - 3e bataillon d'infanterie légère westphalien
    - 2e régiment d'infanterie de ligne westphalien (2 bataillons, 2 canons)
    - 6e régiment d'infanterie de ligne westphalien (2 bataillons, 2 canons)

  - 2e brigade : général de brigade von Borstell 
    - 2e bataillon d'infanterie légère westphalien
    - 3e régiment d'infanterie de ligne westphalien (2 bataillons, 2 canons)
    - 7e régiment d'infanterie de ligne westphalien (3 bataillons, 2 canons)

  - Artillerie divisionnaire 
    - 1re compagnie d'artillerie à pied westphalienne (8 canons)
- 24e division d'infanterie : général de division Adam Ludwig von Ochs
  - 1re brigade : général de brigade Legras
    - Bataillon de grenadiers à pied de la Garde westphalienne
    - Bataillon de chasseurs à pied de la Garde westphalienne
    - Bataillon de chasseurs-carabiniers de la Garde westphalienne
    - 1er bataillon d'infanterie légère westphalien

  - Artillerie divisionnaire
    - 2e compagnie d'artillerie à pied westphalienne (8 canons)
    - 1re compagnie d'artillerie à cheval de la Garde westphalienne (4 canons)
- Corps de cavalerie : général de brigade Hans Georg von Hammerstein-Equord
  - 24e brigade de cavalerie légère : général de brigade Hans Georg von Hammerstein-Equord
    - 1er régiment de hussards westphaliens (4 escadrons)
    - 2e régiment de hussards westphaliens (4 escadrons)

  - Brigade de cavalerie de la Garde : général de brigade Wolf
    - Régiment de chevau-légers de la Garde westphalienne (4 escadrons)
- Corps d'artillerie : major Schulz
  - 1re compagnie d'artillerie à cheval de la Garde westphalienne (2 canons)[28].

### Leipzig, 16-19 octobre 1813

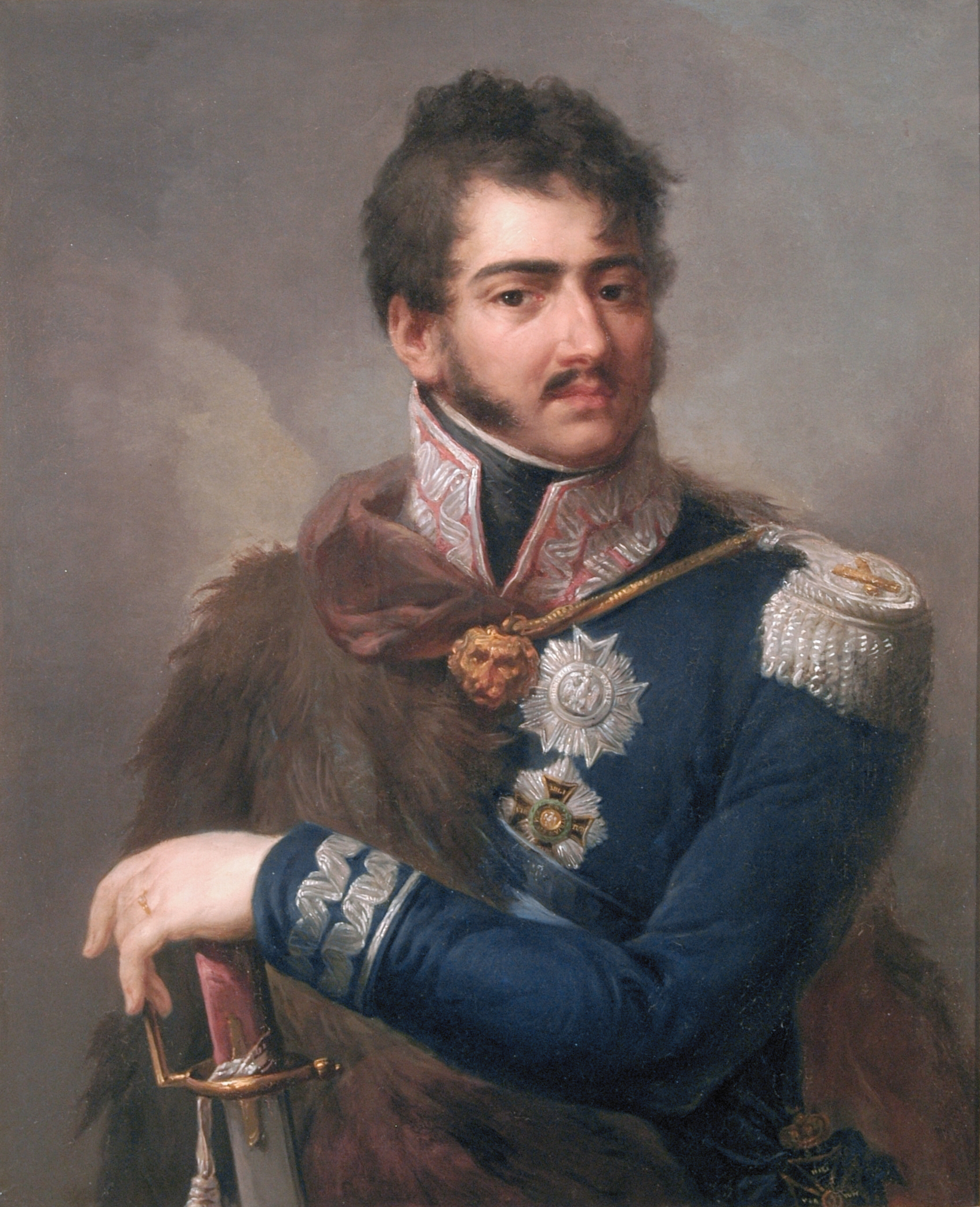
Le maréchal Joseph-Antoine Poniatowski, commandant le 8e corps en 1813. Huile sur toile de Josef Grassi.

Commandant en chef : maréchal Joseph-Antoine Poniatowski
- 26e division d'infanterie : général de division Ludwik Kamienecki
  - Brigade : général de brigade Jan Kanty Julian Sierawski
    - 1er régiment d'infanterie polonaise (2 bataillons)
    - 16e régiment d'infanterie polonaise (2 bataillons)
    - Légion de la Vistule (2 bataillons)

  - Brigade : général de brigade Kazimierz Małachowski
    - 8e régiment d'infanterie polonaise (2 bataillons)
    - 15e régiment d'infanterie polonaise (2 bataillons)

  - Artillerie divisionnaire
    - 5e batterie d'artillerie à pied polonaise
    - 7e batterie d'artillerie à pied polonaise
    - 14e batterie d'artillerie à pied polonaise
- 27e division d'infanterie : général de division Jean-Henri Dombrowski
  - Brigade : général de brigade Édouard Zoltowski
    - 2e régiment d'infanterie polonaise (2 bataillons)
    - 14e régiment d'infanterie polonaise (2 bataillons)

  - Brigade : général de brigade Stefan Grabowski
    - 12e régiment d'infanterie polonaise (2 bataillons)

  - Artillerie divisionnaire
    - 10e batterie d'artillerie à pied polonaise
    - Batterie d'artillerie à cheval polonaise
- 27e brigade de cavalerie légère : général de brigade Jan Nepomucen Umiński
  - 14e régiment de cuirassiers polonais (2 escadrons)
  - Régiment de krakus (4 escadrons)
- Corps d'artillerie : colonel Jakob Antoni Redel 
  - 11e batterie d'artillerie à pied polonaise[22].